# System prawny Peru

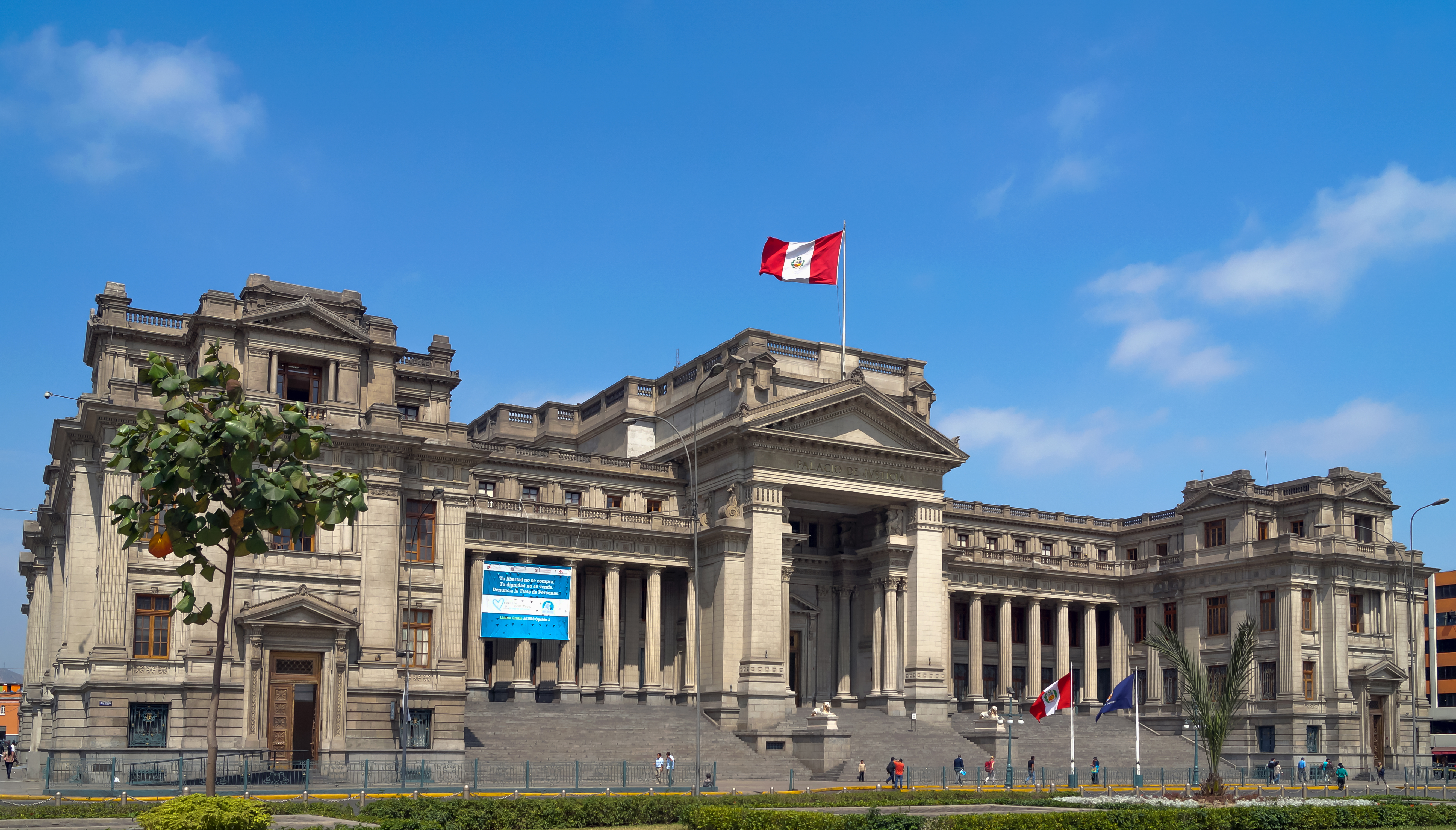
Pałac Sprawiedliwości: siedziba Sądu Najwyższego w Limie

System prawny Peru – w Peru obowiązuje system prawa typu kontynentalnego, o dużych wpływach prawa hiszpańskiego.
W ciągu ostatnich kilkudziesięciu lat system prawny Peru przeszedł istotne zmiany, przyjmując wiele nowych rozwiązań europejskich i amerykańskich. Między innymi nastąpiło odejście od procedury inkwizycyjnej, wprowadzono postępowanie ustne oraz sądową kontrolę konstytucyjności prawa. Obecny system prawny opiera się na konstytucji z 1993 r. Umacniała ona pozycję prezydenta i wiązała się z rządami Alberto Fujimoriego. Fujimori wprowadził wiele reform w systemie prawnym, m.in. nowy kodeks cywilny i karny, oraz kodeks postępowania karnego. W tym też czasie doszło do licznych naruszeń praw człowieka, i uzależnienia części funkcjonariuszy wymiaru sprawiedliwości od władzy. Po zdjęciu z urzędu Fujimoriego, dokonano rewizji jego reform pod kątem ich zgodności z konstytucją, w wyniku czego część z nich uchylono.
Struktura sądownictwa jest pięciostopniowa. Na szczycie systemu sądowego stoi Sąd Najwyższy (Corte Suprema). Stopniowo ogranicza się jego kompetencje jako sądu odwoławczego, przekształcając go w instancję rozpatrującą zasadnicze problemy prawne. Poniżej znajdują się sądy wyższe (Cortes Superiores), oraz sądy pierwszej instancji (Juzgados Especializados y Mixtos). Na dole hierarchii sądowej stoją sędziowie pokoju: zawodowi (Jueces de Paz Letrados) i niezawodowi (Jueces de Paz). Sędziowie pokoju rozsądzają spory w oparciu o prawo państwowe i lokalne zwyczaje. W Peru funkcjonują także liczne sądy specjalne, umieszczone poza powyższą strukturą sądownictwa. Należą do nich m.in. sądy wojskowe, podatkowe i sądy do polubownego rozwiązywania sporów.